# Округ Волер (Тексас)
Округ Волер (енгл. Waller County) је округ у америчкој савезној држави Тексас. По попису из 2010. године број становника је 43.205.

## Демографија
Према попису становништва из 2010. у округу је живело 43.205 становника, што је 10.542 (32,3%) становника више него 2000. године.
| Група             | 2000.          | 2010.          |
| Белци             | 16.289 (49,9%) | 19.260 (44,6%) |
| Афроамериканци    | 9.553 (29,2%)  | 10.739 (24,9%) |
| Азијати           | 124 (0,4%)     | 214 (0,5%)     |
| Хиспаноамериканци | 6.344 (19,4%)  | 12.536 (29,0%) |
| Укупно            | 32.663         | 43.205         |